# Calanthe odora
Calanthe odora är en orkidéart som beskrevs av William Griffiths. Calanthe odora ingår i släktet Calanthe och familjen orkidéer. Inga underarter finns listade i Catalogue of Life.